# 邬宝恒
邬宝恒（1946年—），男，内蒙古杭锦后旗人，中华人民共和国政治人物，曾任内蒙古自治区政协副主席。